# AZERTY

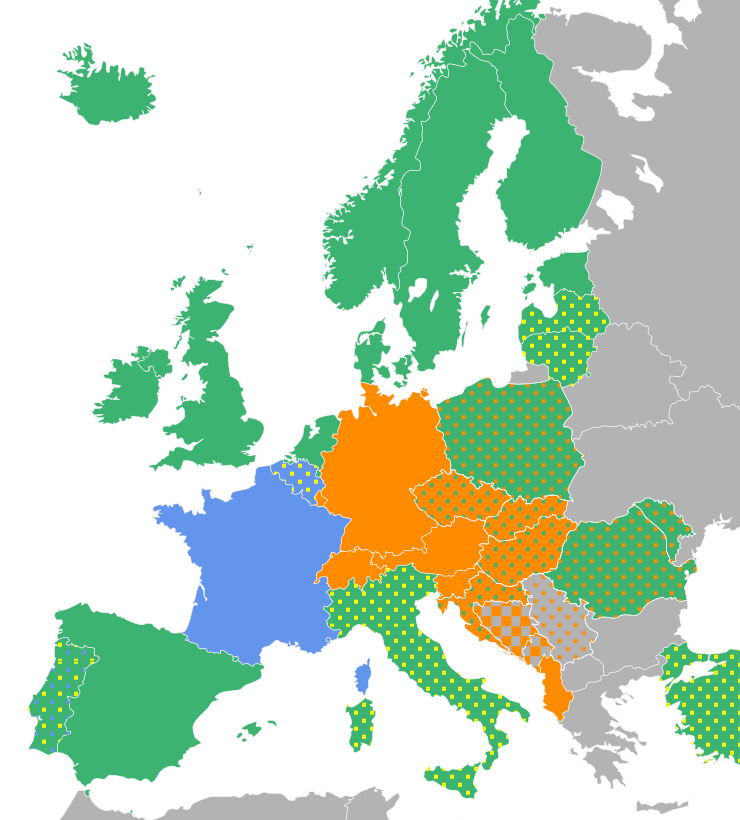
Географічне розповсюдження різних розкладок клавіатури в Європі:
QWERTY
QWERTZ
AZERTY
Національні розкладки (турецька FGĞIOD, латвійська ŪGJRMV, литовська ĄŽERTY)
Нелатинські абетки

Клавіатура AZERTY, що використовується у Франції

AZERTY ([əˈzɜrti] ə-ZUR-tee) — розкладка клавіатури, що використовується як основна у Бельгії та Франції і як альтернативна у Швейцарії, Люксембурзі, Монако та інших країнах, де розповсюджена французька мова. Розкладка отримала свою назву від перших шести літер, які з’являються в першому рядку алфавітних клавіш; тобто, (A). Подібно до розкладки QWERTZ, вона створена за зразком англійської розкладки QWERTY. Більшість мешканців Квебеку, переважно франкомовної провінції Канади, використовують клавіатуру QWERTY, адаптовану до французької мови, таку як багатомовна стандартна клавіатура CAN/CSA Z243.200-92, яка передбачена урядом Квебеку та урядом Канади.
Конкуруючі розкладки, розроблені для французької мови (наприклад, розкладка ZHJAY, запропонована в 1907 році, розкладка Клода Марсана в 1976 році, розкладка дворак -fr 2002 року та розкладка BÉPO 2005 року) отримали лише обмежене визнання, хоча остання була включена до французької розкладки 2019 року як стандартна розкладка клавіатури.
Основні відмінності від розкладки QWERTY:
- клавіші A і Q переставлені;
- клавіші Z і W переставлені;
- клавіша M переміщена: в QWERTY вона розташована праворуч від N, в AZERTY вона розташована праворуч від L;
- цифрові клавіші (від 0 до 9) залишилися на своїх місцях, але для їх набору необхідно натиснути й утримувати клавішу Shift. Якщо клавіша Shift не натиснута, то цифрові клавіші використовуються для набору малих букв з діакритичними знаками та інших символів;
- на клавіатурі QWERTY зліва від клавіші 1 розташована ` (зворотний апостроф), при натиснутій клавіші Shift вона дозволяє набирати ~ (тильда), на бельгійській клавіатурі AZERTY ця клавіша зайнята під знаки ² і ³.

## Історія

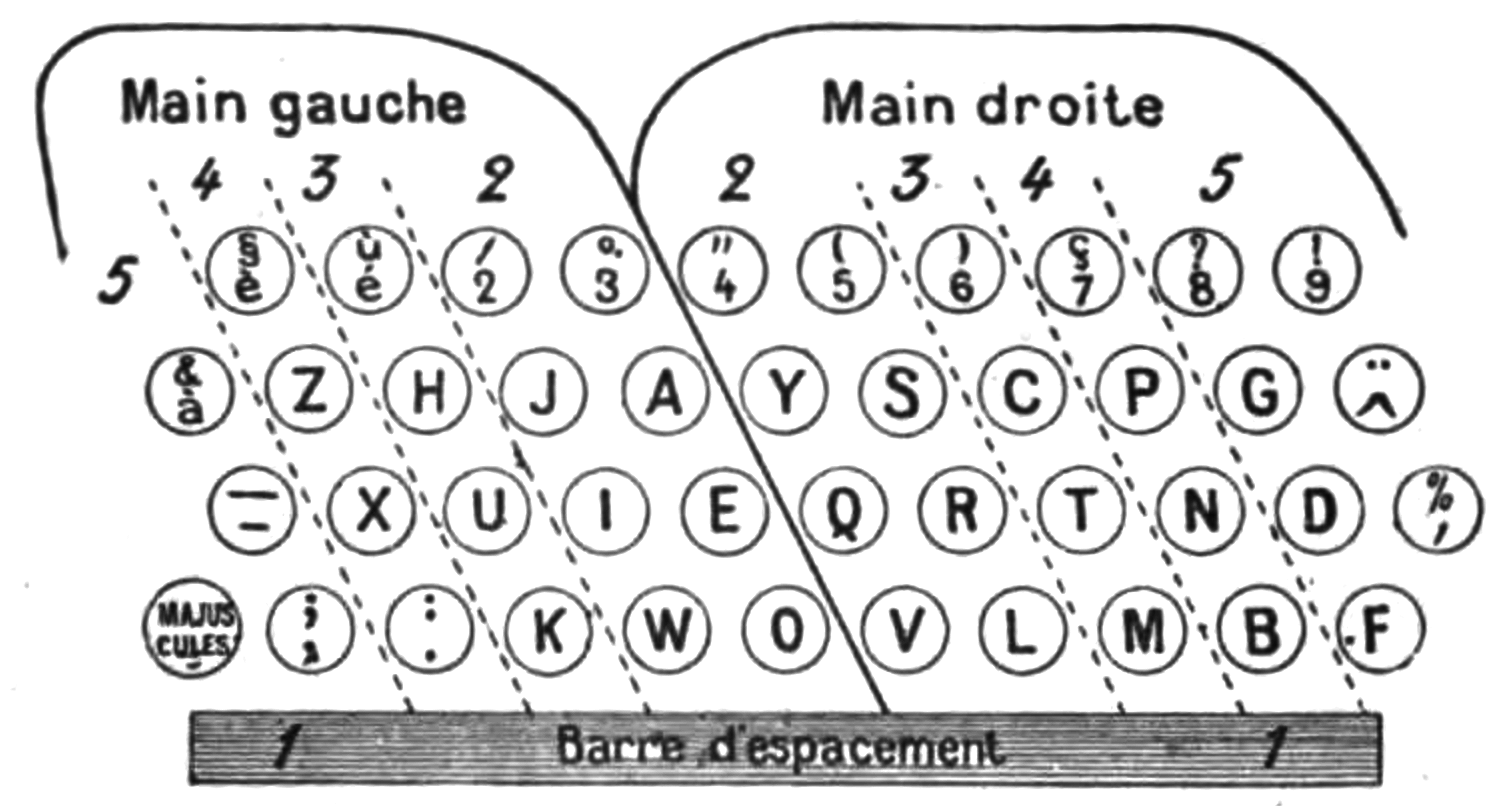
Розкладка клавіатури ZHJAYS для друкарських машинок, яка не змогла конкурувати зі стандартною розкладкою AZERTY.

Розкладка AZERTY з'явилася у Франції в останньому десятилітті XIX століття як варіація американських друкарських машинок QWERTY. Її точне походження невідоме. На початку XX століття французька розкладка ZHJAYS, створена Альбертом Наварром, не змогла пробитися на ринок частково через те, що друкарі вже звикли до розкладки AZERTY, а частково тому, що вона більше відрізнялася від розкладки QWERTY, ніж від AZERTY.
У Франції розкладка AZERTY є де-факто нормою для клавіатур. У 1976 році розкладка QWERTY, адаптована до французької мови, була висунута як експериментальний стандарт (NF XP E55-060) AFNOR. Цей стандарт передбачав тимчасовий адаптаційний період, протягом якого літери A, Q, Z і W могли розташовуватися як у традиційному розкладці AZERTY.
У січні 2016 року Міністерство культури Франції планувало замінити промислові макети AZERTY на такі, які дозволять краще друкувати французькою та іншими мовами. Французька національна організація стандартизації опублікувала стандарт у 2019 році.
Розкладка AZERTY використовується на бельгійських клавіатурах, хоча деякі неалфавітні символи розташовані інакше.

## Загальна інформація про клавіатури AZERTY
Є дві ключові деталі:

Розкладка AZERTY для клавіатур Windows

Розкладка AZERTY для ноутбуків

- клавіша Alt Gr дозволяє користувачеві вводити символ, показаний у нижньому правому куті будь-якої клавіші з трьох символів.
- клавіша Alt використовується як ярлик для команд, що впливають на вікна, а також використовується разом із кодами ASCII для введення спеціальних символів.

### Мертві клавіші
Мертві клавіші слугує для зміни вигляду наступного символу, який буде введено на клавіатурі. Мертві клавіші в основному використовуються для створення наголосів (або діакритичних знаків) на голосних.

#### Циркумфлексний наголос
Циркумфлексний наголос можна створити, спершу вдаривши по ^ (розташована праворуч від P у більшості розкладок AZERTY), потім голосна, що вимагає наголосу (за винятком y). Наприклад, натискання ^ потім a видає â.

#### Дієрезис
Дієрезис можна написати натисканням на ¨ (у більшості розкладок AZERTY він генерується шляхом поєднання ⇧+^), а потім голосну, яка потребує наголосу. Наприклад, натискання ⇧+^, а потімa напише ä.

#### Гравіс
Гравіс можна написати, натиснувши на ` (у французькій розкладці AZERTY вона розташована праворуч від ù) на клавіатурах Macintosh, тоді як на клавіатурах ПК її можна написати за допомогою комбінації Alt Gr+è.
У бельгійській розкладці AZERTY гравіс пишеться поєднанням Alt Gr+μ (μКлавіша  розташована праворуч від ù на бельгійських клавіатурах AZERTY), а потім клавіша для голосної, що потребує гравіса.
Літери з великим наголосом à, è та ù (а також é з гострим наголосом), які є частиною французької ортографії, мають власні окремі клавіші. Мертвий-главіс і мертвий-акут (і мертва тильда) здебільшого зарезервовано для «іноземних» літер, таких як італійська ò, іспанська á, í, ó, ú та ñ, португальська ã та õ тощо, або для акцентованих великі літери (які не присутні в попередньо складених на макеті).

#### Акут
Акут доступний під Windows за допомогою Alt+a, потім голосна, яка вимагає акута. Комбінацію é можна написати за допомогою власної клавіші. Для користувачів Linux його можна написати за допомогою ⇪ Caps Lock+é, потім голосна. На клавіатурі Macintosh AZERTY гострий наголос генерується комбінацієюAlt+⇧+&, клавіші, а потім голосна.

#### Тильда
Тильда доступна в Windows за допомогою комбінації Alt Gr+é, а потім літера, яка потребує тильди.
На Mac ñ можна отримати за допомогою комбінації Alt Gr+N, а потім клавіші N.
У бельгійській розкладці AZERTY ñ може бути згенеровано комбінацією Alt Gr+=.

### Клавіша Alt
У деяких операційних системах клавіша Alt генерує символи за допомогою їх індивідуальних кодів. Щоб отримати символи, потрібно натиснути та утримувати клавішу Alt під час введення відповідного коду на цифровій клавіатурі.
У Linux клавіша Alt надає прямий доступ до спеціальних символів французької мови. Лігатури œ і æ можна ввести за допомогою Alt Gr+o і Alt Gr+a відповідно, у розкладці клавіатури fr-oss; їхні еквіваленти у верхньому регістрі можна створити за допомогою тих самих комбінацій клавіш ⇧+Shift. Інші корисні знаки пунктуації, такі як ≤, ≥ або ≠, можна легше отримати таким же чином.

## AZERTY із стандарту AFNOR (2019)
Оскільки існувало багато проблем, що виникають під час введення на клавіатурі французьких літер, то у 2019 році Французька національна організація стандартизації (AFNOR) опублікувала стандарт NF Z71-300, який описує нову розкладку AZERTY.

Розкладка AZERTY за стандартом NF Z71-300.

Це сталося після пропозиції французького уряду (Генеральна делегація з французької мови та мов Франції), який розглядав можливість зробити майбутній стандарт обов'язковим у контрактах державного управління.
Стандарт описує дві розкладки для офісних клавіатур (105 або 72 клавіші): новий варіант AZERTY та варіант ергономічної розкладки BÉPO. Він визначає набір підтримуваних символів, їх розташування та символи, які мають відображатися на фізичних клавішах. Тому вона стосується як фізичних клавіатур, так і програмних драйверів.
Нова розкладка AZERTY суттєво відрізняється від стандарту де-факто у Франції: у ній збережено приблизно лише розташування 26 основних латинських літер. Інші символи були розміщені на клавіатурі за допомогою алгоритму оптимізації, який враховує зручність доступу до кожної клавіші та частоту використання кожного символу, прагнучи при цьому згрупувати символи, близькі графічно чи тематично.
Саме повсюдне поширення AZERTY у Франції спричинило збереження його базової схеми, щоб забезпечити певний ступінь звичності для користувачів та полегшити перехід.
Існують драйвери для Windows, Linux та Mac.

## Apple

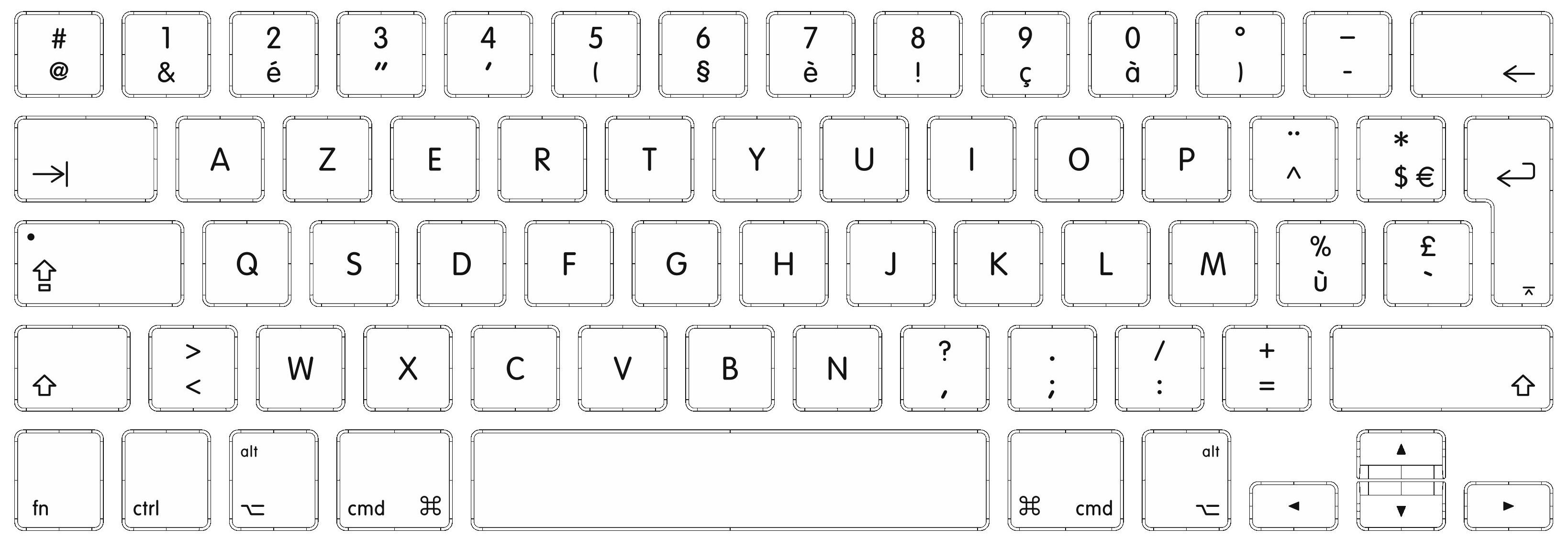
Французька розкладка клавіатури Apple

Клавіатури Apple використовують однакову розкладку AZERTY у Франції та Бельгії. Виходячи з бельгійської версії, найбільш помітними відмінностями є розташування знаків @ і €, серед інших. MacOS також підтримує стандартну французьку розкладку для клавіатур не від Apple; однак стандартна бельгійська розкладка доступна лише через службу підтримки третьої сторони.

## Інші мови

### Арабська
Існує арабський варіант клавіатури AZERTY. Він особливо використовується в африканських країнах Алжирі, Чаді, Коморських Островах, Джибуті, Мавританії, Марокко, Тунісі та в арабських громадах у франкомовних країнах, щоб мати можливість друкувати арабською та французькою мовами.

### Берберська

Розкладка клавіатури берберської мови для латинського шрифту

Tamazight (Міжнародна) розкладка клавіатури

Розкладка, сумісна зі стандартами тамазіґгт (латиниця), оптимізована для широкого діапазону варіантів берберської, включно з варіантами туарегів, а не для французької, хоча французьку все ще можна швидко вводити. Він встановлюється як "Tamazight_L" і може використовуватися як у французькій локалі, так і з локалями Tamazight.
Адаптації розкладки QWERTY та QWERTZ доступні для фізичних клавіатур, які використовуються основними громадами амазигів (берберів) у всьому світі.
Існують інші макети для ближчої зворотної сумісності з французькою. Вони несумісні зі стандартами, але зручні, дозволяючи вводити шрифт тифінаг без перемикання розкладки:
- Tamazight (International) розширює французьку розкладку за допомогою Tamazight (Berber) і пропонує доступ до вторинного сценарію Tifinagh за допомогою deadkey. Він встановлюється як «Tamazight (Agraghlan)» або «Français+» і доступний на офіційному сайті Алжирської вищої ради з Amazighity (HCA) .
- Tamazight (International)+ оптимізовано для Tamazight (Berber), але зберігає близьку сумісність з французькою мовою та забезпечує легкий набір шрифтом Tifinagh за допомогою Caps Lock. Він встановлюється як "Tamazight (Agraghlan)+" або "Tamazight_LF".

Усі наведені вище макети були розроблені Universal Amazigh Keyboard Project і доступні звідти.

### В'єтнамська

Стара в'єтнамська (в'єтнамська друкарська машинка) розкладка клавіатури

Існує також в’єтнамський варіант клавіатури AZERTY. Він особливо використовувався у в'єтнамських друкарських машинках, вироблених до 1980-х років.